# Давид Боришанський
Давид Боришанський (псевд. «Абрам», «Подновський») — єврейський робітник з Білостока, учасник революційного руху в Російській імперії початку XX століття, терорист, член Бойової організації есерів, один з учасників замаху на міністра внутрішніх справ В. К. Плеве .

## Біографія
Походив з єврейської родини, був робітником у місті Білостоці, де й увійшов до революційних кіл і звідки був знайомий із багатьма майбутніми терористами.
Під час замаху на Плеве 18 березня 1904 діяв неініціативно: не кинув бомбу, хоча знаходився у відмінній для цього позиції .
Після затримання Азефа був керівником Київського відділу Бойової організації, готував замах на генерал-губернатора М. В. Клейгельса, який закінчився невдачею. Підпорядковувався провокатору Євно Азефу, якому доповідав, що від початку його групу в Києві переслідували неприємності і скрізь було помітне стеження поліції .

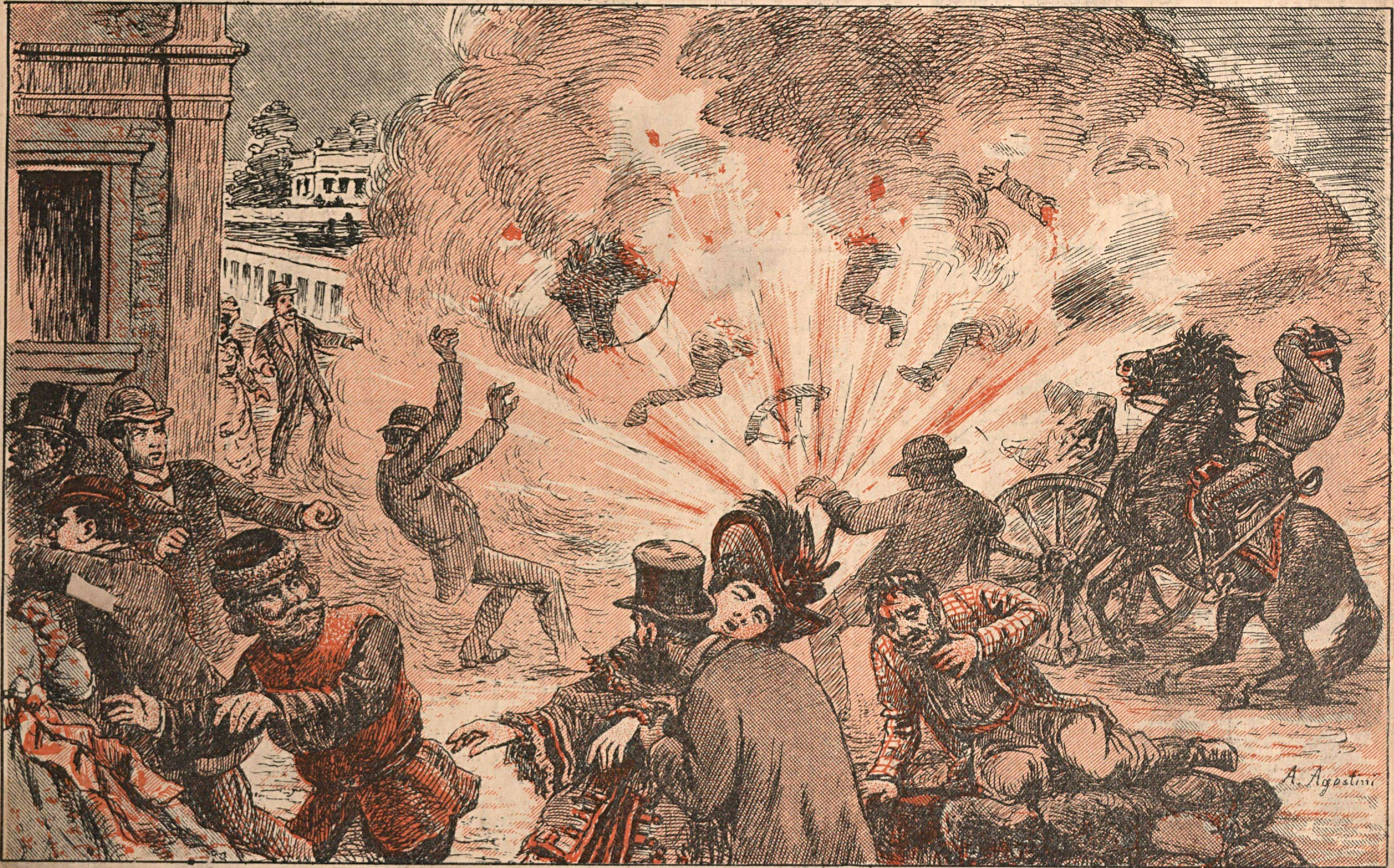
Вбивство фон Плеве, 1904 рік

|  | ...Азеф незабаром поїхав по своїх, як він казав, загальнопартійних справах. Покотілов жив у Зегевольді, Каляєв чекав у Нижньому Новгороді товариша, який мав приїхати з Женеви — Давида Боришанського («Абрам»). Швейцер зберігав динаміт у Лібаві... Я поїхав до Лібави до Швейцера і до Нижнього до Каляєва. До 18 березня всі, в тому числі Д.Боришанський, що приїхав з Женеви, зібралися в Петербурзі. Лише Азеф залишався у партійних справах у провінції. План замаху полягав у наступному. Близько 12 години дня по четвергах Плеве виїжджав зі свого будинку і їхав по набережній Фонтанки до Неви і по набережній Неви до Зимового палацу. Повертався він або тією ж дорогою, або по Пантелеймонівській повз другі ворота департаменту поліції, до головного під'їзду, що на Фонтанці. Передбачалося чекати на його шляху. Покотілов із двома бомбами мав зробити перший напад. Він мав зустріти Плеве на набережній Фонтанки біля будинку Штігліця. Боришанський, теж із двома бомбами, займав місце ближче до Неви, біля Рибного провулка. Сазонов із бомбою під фартухом прольотки ставав біля під'їзду департаменту поліції обличчям до Неви. Також обличчям до Неви, з іншого боку під'їзду, ближче до Пантелеймонівської стояв Мацієвський. Він мав зняти шапку під час наближення карети Плеве і цим подати знак Сазонову. Нарешті, на Ланцюговому мосту, маючи на поле зору всю Пантелеймонівську, знаходився Каляєв, на очах як Покотілова, і Сазонова. Його обов'язок був дати їм знак у разі, якщо Плеве повернеться через Літєйний проспект. Покотілов, як завжди, хвилювався. Він палко казав, що впевнений у вдачі, як упевнений і в тому, що саме йому, а не Боришанському та Сазонову, випаде честь вбити Плеве. Він також наполягав, щоб Боришанський у разі, якщо йому доведеться кидати першу бомбу, біг не в провулок, а на нього, Покотілова. Він говорив, що своїми бомбами він зможе захистити і його, і себе. Покотілов повинен був сісти в прольотку і їхати до Тучкова мосту, де, взявши свою бомбу, вийти і поступитися місцем Боришанському, що чекав на Тучковому мосту; той, взявши свою бомбу, мав вийти разом із Швейцером, який залишав у прольотці останній снаряд — для Сазонова. Боришанський, незворушний, як завжди, не висловлював ні схвалення, ні засудження нашого плану. Він мовчки вислухав усі подробиці диспозиції і акуратно у призначену годину з'явився на Тучків міст. Я бачив, як Швейцер під'їхав до Покотілова, і як Покотілов сів у прольотку Сазонова. Я пішов шукати Каляєва. Каляєв був засмучений. - Мені не дісталося снаряда. Чому Боришанський, а не я? Я заспокоював його, говорячи, що трьох метальників досить, що Боришанський з таким же правом міг би сказати ті ж слова, якби не в нього, а в Каляєва була в руках бомба. ...Тієї ж хвилини у воротах саду я побачив Покотілова. Він був блідий і швидко прямував до мене. У кишенях його шуби ясно позначалися бомби. Він підійшов до моєї лави і важко опустився на неї. — Нічого не вийшло: Боришанський утік. — Хто втік? — Боришанський. — Не може такого бути. — Я бачив сам: утік. Ми вийшли з Покотіловим із Літнього саду. На Ланцюговому мосту, притулившись до поручнів, високо піднявши голову і не зводячи очей з Пантелеймонівської вулиці, стояв Каляєв. Він здивовано глянув на Покотілова і мене, але з місця... Ми домовилися зібратися після замаху на Садовій у ресторані «Північний Полюс». Я зустрів ще на вулиці Боришанського. Я спитав його: — Послухайте, Абраме, ви втекли? Він підняв на мене свої великі світлі очі і промовчав. Я повторив своє питання. Він відповів: — Так, я втік. — Яке право ви мали тікати? Боришанський у відповідь нічого не сказав. Я довго дивився на його спокійне, наче кам'яне обличчя. Нарешті, я запитав його: — Чому ж ви втекли? — Дивно... Якщо за вами стежать, що ви робитимете? — За вами стежили? — Якби не стежили, я не втік би. — Слухайте, - сказав я, - товариші можуть подумати, що ви боягуз. Він довго зволікав відповіддю: — Я не боягуз. Я мушу втекти. Кожен би втік на моєму місці... І хіба треба було, щоб мене без користі заарештували? У цей час увійшов до ресторану Каляєв. На його обличчі було видно, що він дуже схвильований. Іноді він дивився на Боришанського. Зрештою, він не витримав: — Чому ви втекли, Боришанський? Боришанський подивився на нього: — Що б ви зробили, якби вас оточили шпигуни? Каляєв нічого не відповів. Не могло бути сумніву, що Боришанський каже правду. Залишатися ж з бомбою на очах у філерів означало губити і себе, і товаришів, і справді. Замаху не вдалося. Жити всім членам організації у Петербурзі був мети. Швейцер того ж дня виїхав з динамітом назад до Лібави, Боришанський до Бердичева, Каляєв до Києва, Покотілов до Двінська, де мав чекати звісток від нас Азефа. Я залишився ще на день у Петербурзі і ввечері зустрівся із Сазоновим. Ми поїхали з ним на острови... ...Керівництво переходило до мене, а я не почував себе підготовленим до нього. Я попросив Покотілова з'їздити до Швейцера і привезти його до Києва, куди мав приїхати Боришанський. Я хотів порадитись з товаришами. Я вважав, що сил організації, із втратою Азефа, було недостатньо, щоб убити Плеве... Покотілов почав сперечатись: — Ми взялися за справу Плеве і не можемо залишити її. Ми повинні вбити Плеве. Сил досить. У крайньому випадку ми підірвемо весь департамент поліції. Я все беру на себе. Боришанський мовчав. — А ваша думка? — спитав я його. — Я поїду з Покотіловим, — відповів він. Було вирішено найгірше: було прийнято компроміс. Швейцер, Каляєв і я залишилися в Києві для замаху на Клейгельса, Боришанський і Покотілов поїхали до Петербурга, щоб разом із Сазоновим та Йосипом Мацієвським спробувати вбити Плеве. 24 березня Покотілов приготував дві бомби і 25-го він і Боришанський вийшли від Зимового назустріч Плеве, але Плеве не зустріли. Покотілов вийняв із бомб запали та виїхав із Петербурга до Двінська. 29 березня він знову вирушив до Петербурга і дорогою у вагоні знову випадково зустрівся з Азефом. Азеф вислухав його доповідь про становище організації та залишився незадоволеним. Про смерть Покотілова ми дізналися у Києві з газет. Боришанський після 31 березня за власною ініціативою приїхав до Києва. Майже одночасно з ним несподівано приїхав до Києва та Азеф... Азеф запропонував наступний план: Мацієвський, Каляєв, Дулєбов, нам тоді ще незнайомий, мали спостерігати за Плеве на вулиці: Каляєв і один новоприйнятий товариш — як торгівці цигарками... Я мав найняти багату квартиру в Петербурзі з дружиною — Дорою Брілліант і прислугою: лакеєм — Сазоновим та куховаркою — однією старою революціонеркою, П.С.Івановською. Я мав придбати автомобіль, необхідний, на думку Азефа, для нападу на Плеве. Вчитися мистецтву водія повинен був Боришанський... Я доводив, що не варто витрачати кілька тисяч рублів на те, без чого ми можемо легко обійтися. Виявилося, що Боришанський, який жив у *** з метою вивчити ремесло водія, не навчився нічого. Таким чином, ідея автомобіля сама по собі відпадала. Тоді ж було вирішено, що першим метальником буде Боришанський, другим — Сазонов, третім — Каляєв і четвертим — Сікорський, молодий робітник-шкіряник з Білостока, ще не член нашої організації, але добре відомий Боришанському. Дня за три до 8 липня до Петербурга приїхав Лейба Вульфович Сікорський або, як ми називали його, "Леон". Сікорському було лише 20 років, він погано говорив російською мовою і, мабуть, важко орієнтувався в Петербурзі. Боришанський, як нянька, ходив за ним, купив йому морський плащ, під яким зручно було приховати бомбу, давав поради та вказівки. Але Сікорський таки боявся і, побачивши вперше мене, почервонів, як кумач: — Це дуже велика для мене честь, - сказав він, - що я у великій організації, і що Плеве... Я дуже давно хотів цього. Він замовк. Мовчав і Боришанський, з усмішкою дивлячись на нього і ніби пишаючись своїм учнем. Сікорському потрібні були гроші на купівлю плаща та одягу. Я дав йому сто карбованців. Було вирішено, що у разі невдачі всі метальники, що залишилися живими, віддадуть свої бомби Швейцеру, який їх розрядить і збереже; у разі успіху, кожен мав утопити свою бомбу. Рішення це було прийнято тому, що як роздача, так і зворотнє збирання бомб Швейцером було пов'язане з ризиком, і ще більшим ризиком було пов'язане розрядження снарядів. Кожен метальник отримав точну інструкцію, де топити свою бомбу. Каляєв мав її кинути в ставки Петергофському шосе, Боришанський — теж у ставки, якщо не помиляюся, в селі Волинкіної, Сікорський — в Неву, взявши човен без човняра в Петрівському парку і виїхавши з нею на узмор'я. Я просив Боришанського спеціально показати йому Петровський парк, і він показав... Каляєв чекав на Ризькому проспекті, і ще далі, на Курляндській вулиці, удвох, чекали на Сікорський і Боришанський. Так як поїзд відходив рівно о десятій годині ранку, і Плеве ніколи не запізнювався до царя, то передача снарядів була розрахована за хвилинами, і запізнення одного з метальників ускладнювало весь хід передачі і навіть могло зіпсувати можливість замаху. Швейцер зробив саме так, як я сказав, і від Каляєва повернувся до мене, але Сазонова ще не було. Тоді Швейцер поїхав до Боришанського та Сікорського, але, як виявилося, вони, не дочекавшись його, пішли. Таким чином, бомбу отримав лише Каляєв. Сазонов був пригнічений. Він вважав себе головним винуватцем невдачі і мовчав. Мовчали й інші. Всім було боляче торкатися того, що було вранці, і ніхто не наважувався говорити про це вголос. Нарешті Боришанський перервав мовчання. — У нас немає жодної людини з бородою. Не дивно, що це невдачі. — Що ви хочете цим сказати? Боришанський незворушно відповів: — Я говорю: всі молоді люди. Не вміємо робити справи. Сазонов спалахнув, але промовчав. На його обличчі було видно, що він сильно страждає і від своєї, нібито, вини, і від гірких слів Боришанського. Сікорський червонів і теж мовчав. Але Каляєв не витримав: — А хто винний? — Хто? Хіба я знаю, хто? — Ви. Ви й винні. Якби ви з "Леоном" не пішли, дочекалися б "Павла", то не я один отримав би снаряд, а було б нас троє, і тоді ми й без "Якова"(Сазонова) могли вбити Плеве. Боришанський потиснув плечима: — Я не міг довше чекати. Я чекав, скільки мені було сказано. — Навіщо спізнився "Павло"? Каляєв почав гарячкувати. Непорушність Боришанського, мабуть, дратувала його. Всім було тяжко, і цієї тяжкості не було виходу. ...Бомбу Каляєву обернули в хустку. Каляєв та Сазонов не приховували своїх снарядів. Вони несли їх у руках. Боришанський та Сікорський сховали свої бомби під плащі. Передача цього разу пройшла в зразковому порядку... Боришанський мав пропустити Плеве повз себе і потім загородити дорогу назад на дачу. Сазонов мав кинути першу бомбу. З дальньої лави ліниво підвівся Боришанський. Він, не поспішаючи, пішов до Петергофського проспекту. За ним піднялися Сазонов і Сікорський. Сазонов усміхнувся, потиснув руку Сікорському і швидким кроком, високо піднявши голову, пішов за Боришанським. ...Боришанський чув вибух позаду себе, уламки скла посипалися йому на голову. Боришанський, переконавшись, що Плеве назад не їде, так само, як і Каляєв, втопив свій снаряд і виїхав з Петербурга... До Женеви приїхали також Швейцер, Боришанський, Дора Брілліант і Дулєбов. Мацієвський залишився у Росії. Каляєв, Дулєбов,Боришанський, Моісеєнко і я по черзі навчалися у Швейцера техніці динамітної справи. Працюючи в цій майстерні, Швейцер в той же час займався вивченням нових відкриттів з хімії та електротехніки... ...Такими «анархістами», як я, були і Каляєв, і Моїсеєнко, і Дулєбов, і Боришанський, і Брілліант. Ми всі сходилися на тому, що парламентська боротьба безсила покращити становище трудящих класів, ми всі стояли за action directe ("безпосередня, пряма дія" (фр.). — Ред.) і були однаково далекі як від тактики Жореса, так і від тактики Вальяну. Моїсеєнко був згоден з Каляєвим, Дулєбов і Боришанський висловлювалися ще різкіше. Робітники, вони допускали всі засоби боротьби з найнебезпечнішим ворогом — з буржуазією. Київський відділ бойової організації був доручений на вимогу Азефа Боришанському. Йому також було надано право кооптації нових членів, але всього в кількості двох осіб, і то виключно з особисто і добре йому знайомих робітників по Білостоку — з білостоцької бойової дружини, що намітилася вже тоді. Боришанський кооптував подружжя Козак. На початку листопада члени бойової організації виїхали до Росії... Боришанський та Швейцер розділили між собою динаміт у Варшаві. Боришанський та подружжя Козак до кінця січня встановили виїзди Клейгельса і вирішили розпочати замах. Подружжя Козак, з причин мені невідомих, участі в ньому не приймало. Боришанський залишився сам. Він сам зарядив свою бомбу і вийшов із нею на Хрещатик. Він чекав там близько години, але Клейгельс не з'явився. Тоді він повернувся до себе в готель. Згодом виявилося, що Клейгельс виїхав на кілька хвилин пізніше, і, не піди Боришанський, генерал-губернатор був би тоді вбитий. Боришанський ще залишався в Києві, але мало надії, що він справиться один зі своїм завданням. Незабаром з'ясувалося наступне: 16 і 17 березня в Петербурзі та в Москві були заарештовані візники — Агапов (Дулєбов) і Борис Подвицький та посильний Трофімов, далі: Василь Шиллєров, Параска Волошенко-Івановська, Борис Моісеєнко, Сергій Бариков, Яков Загородній, Тетяна Леонтьєва, Надія Барикова, Мойсей Шнеєров, Мойсей Новомейський, Михайло Шергов, Сура Ефруссі та Фейга Кац. Крім того, на станції Малкін Петербурзько-Варшавської залізниці був затриманий Боришанський під прізвищем Подновського. У Боришанського і у Леонтьєвої було знайдено динаміт... Щодо решти членів організації, заарештованих за звинуваченням у приготуванні замаху на Трепова, то 21 листопада 1905 року петербурзький військово-окружний суд слухав справу про Подновського (Шевелі), Давидова, Шиманова, Боришанського, Сидоренка (сині полковника Трофимова) і Маркова і, визнавши їх винними, засудив у каторжні роботи. Якби суд відбувся на два місяці раніше чи пізніше, у вересні чи січні, немає сумніву, що Боришанський, Трофимов та Марков були б страчені. |

Заарештований у березні 1905 року, у листопаді засуджений петербурзьким військово-окружним судом до 7 років каторжних робіт за звинуваченням у підготовці замаху на петербурзького генерал-губернатора Д. Ф. Трепова . Проте відомостей про відбуття терміну покарання . Подальша доля невідома .